# Завоювання Малакки (1511)
Завоювання Малакки — захоплення і подальше утримання міста Малакки, столиці Малаккського султанату флотом Португальської імперії на чолі з губернатором Португальської Індії Афонсу де Албукеркі в 1511 році, що призвело до створення Португальської Малакки і ліквідації Малаккського султанату.
Портове місто Малакка контролювало вузьку стратегічну Малаккську протоку, через яку зосереджувалася вся морська торгівля між Китаєм, країнами Південно-Східної Азії та Індією. Захоплення Малакки було результатом плану короля Португалії Мануела I, який з 1505 року мав намір розбити кастильців на Далекому Сході, і власного проєкту Албукеркі щодо створення міцної основи для Португальської Індії, де контроль над Малаккою, Ормузом, Гоа та Аденом був частиною плану по взяттю під португальський контроль торгівлі спеціями та перешкодженню мусульманському судноплавству в Індійському океані.
Вийшовши з індійського Кочина в квітні 1511 року, експедиція не змогла б повернутись через несприятливі мусонні вітри. У випадку провалу операції, португальці не могли сподіватися на підкріплення і не змогли б повернутися до своєї бази в Індії. На той час це було найдальше територіальне завоювання в історії людства.

## Передумови
Перші португальські згадки про Малакку з'являються після повернення експедиції Васко да Гами, яка в 1497—1499 рр. відкрила прямий шлях до Індії навколо мису Доброї Надії. Малакку описували як місто, яке знаходилося в 40 днях плавання від Індії, де продавали гвоздику, мускатний горіх, порцеляну та шовк і яким керував володар, який міг зібрати 10 000 людей для війни і був християнином. Відтоді король Мануел I виявляв зацікавленість у контакті з Малаккою, вважаючи, що вона знаходиться на антимеридіані Тордесільяса або, принаймні, близько до нього. 1505 року Мануел I призначив Франсішку де Алмейда першим віце-королем Португальської Індії, і доручив йому, серед іншого, виявити точне місцезнаходження Малакки.
Алмейда, однак, був не в змозі виділити значні ресурси для пошуку Малакки і обежився відправкою на борті мусульманського торгового корабля у серпні 1506 року лише двох таємних португальських посланців — Франсішку Перейру та Ештевана де Вільен. Місія була перервана, як тільки їх виявили і ледь не лінчевали на індійському узбережжі Коромандель, і посланці ледве встигли повернутися до Кочіна до листопада.

## Місто

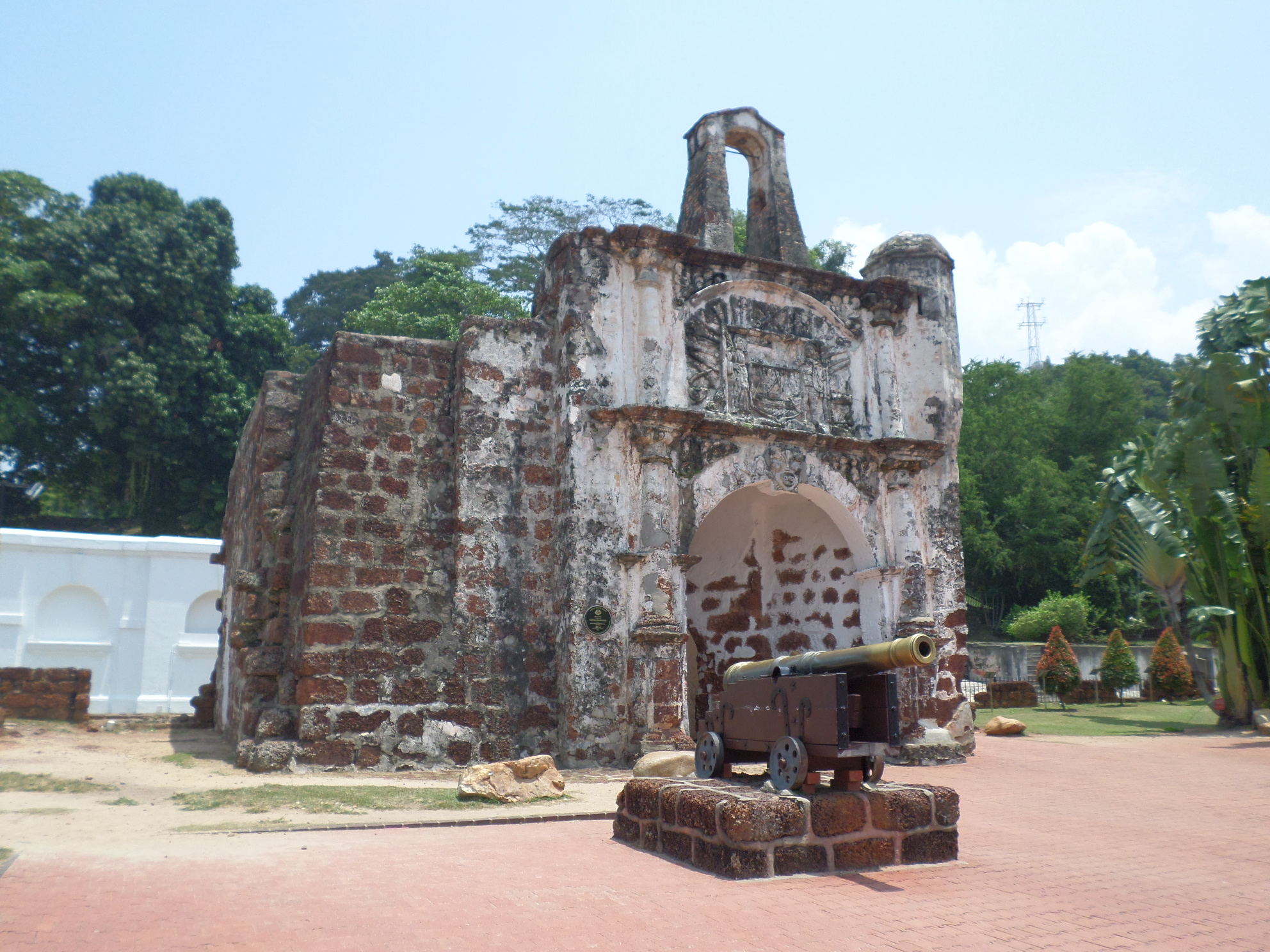
Збережені залишки португальського форту Малакки «А Famosa»

Через Малакку, засновану на початку XV століття, проходила вся торгівля між Китаєм та Індією. Завдяки її ідеальному положенню для торгівлі, в місті проживало багато громад купців, серед яких були араби, перси, турки, вірмени, бірманці, бенгальці, сіамці, пегуани та лусонги. Чотирма найвпливовішими громадами були мусульмани з Гуджарату та Яви, індуїсти з Короманделя та китайці. За словами португальського аптекаря Томе Піріша, який жив у Малакці між 1512 і 1514 роками, у Малакці розмовляли на 84 діалектах. Португальський фактор Руї де Араужу (Rui de Araújo) повідомляв, що в місті налічується 10 000 будинків, а населення становить щонайменше 100 000 осіб.
Однак Малакка була переважно торговим містом без будь-яких істотних сільськогосподарських внутрішніх земель. Місто було розташоване на заболоченій місцевості й було оточене негостинним тропічним лісом, тож для його існування потрібно було імпортувати сільськогосподарські продукти, як-от життєво необхідний рис, який постачали яванці. Для забезпечення свого населення Малакка потребувала щонайменше 100 джонок щорічно, які імпортували рис з різних місць. Як зазначав китайський мандрівник Ма Хуань за століття до описаних подій: «Вся земля піщана і солона. Клімат жаркий вдень, холодний вночі. Поля неродючі, а посіви бідні; люди рідко займаються сільським господарством».
Малакка не мала стін, крім бамбукових частоколів, які були зведені для тимчасової оборони. За своїм типом місто було схоже на Джохор, Бруней та Ачех. Багаті купці зберігали свої торгові товари у гедонгах (кам'яних складах), які були збудовані частково нижче рівня землі. Ма Хуань писав: «Коли б кораблі зі скарбами Центральної країни прибували туди, вони відразу ж зводили частокіл, схожий на міську стіну, і встановлювали вежі для сторожових барабанів біля чотирьох воріт; вночі вони мали патрулі поліції, які несли дзвони; всередині, знову ж таки, вони спорудили другий частокіл, як невеликий міський вал, (всередині якого) вони побудували склади та зерносховища; всі гроші та провіант зберігалися в них».
За словами Браша де Албукеркі, сина Афонсу де Албукеркі:
Королівство Малакка обмежується з однієї частини Королівством Кедах, а з іншої — Королівством Паханг і має 100 ліг у довжину берегової лінії та 10 ліг від моря до гірського хребта, який відділяє його від Королівства Сіам. Вся ця земля колись була підпорядкована Королівству Сіам приблизно за  дев’яноста років до (прибуття Афонсу де Албукеркі в ті землі) [...]— Брас де Албукеркі, у «Comentários do Grande Afonso de Albuquerque»

## Перший контакт з португальцями

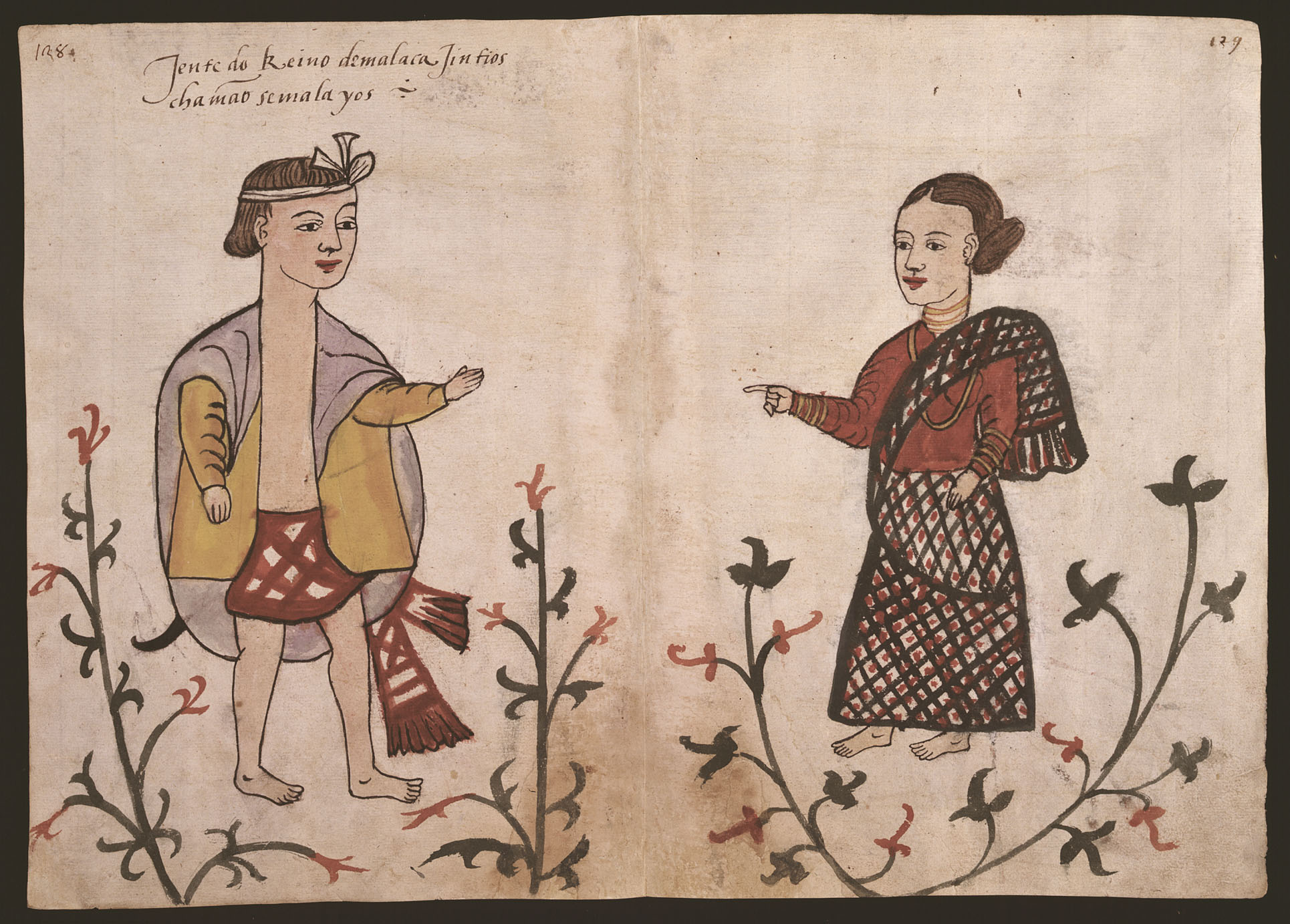
Португальська акварель з зображенням малайського населення Малакки, близько 1540 року. Кодекс Касанатенсе (Códice Casanatense)

Не вражений результатами роботи Алмейди, у квітні 1508 року король Мануел відправив флот безпосередньо до Малакки, який складався з чотирьох кораблів під командуванням Діогу Лопіша де Секейра, якому також було доручено скласти карти Мадагаскару та зібрати інформацію про китайців. Секейра отримав королівські накази, які конкретно вказували йому отримати дозвіл на відкриття торгового пункту дипломатичним шляхом і мирною торгівлею, не реагувати на будь-які провокації та не відкривати вогонь, за винятком вогню у відповідь. У квітні 1509 року, коли флот Секейра перебував у Кочіні, віце-король Франсішку де Алмейда включив до його складу ще одну караку. Рішення не було цілком безкорисним, оскільки на борту флотилії Секейра перебували кілька прихильників політичного суперника Алмейди — Афонсу де Албукеркі. Серед членів екіпажу був також Фернан Магеллан.
Португальці отримали гарну зустріч в султанатах Педір і Пасай на півночі Суматри, де їм надіслали подарунки. Секейра встановив хрести в обох місцях, заявляючи про право відкриття та володіння. Він кинув якір у порту Малакки, де налякав людей залпами своїх гармат, так що кожен поспішав на борт своїх кораблів, щоб спробувати захиститися від цього нового і небажаного гостя, а з міста надіслали човен, щоб запитати, хто вони.
Експедиція прибула до Малакки у вересні 1509 року і Секейра відразу ж намагався зв'язатися з китайськими купцями в гавані. Вони запросили його на борт однієї зі своїх торгових джонок і дуже добре прийняли його на обід та домовилися про зустріч із султаном Махмуд-шахом. Султан негайно дав португальцям дозвіл на створення фейторії та надав для цієї мети вільну будівлю. Проте, побоюючись загрози, яку португальці становили їхнім інтересам, могутні торгові громади мусульман Гуджарата та Яви переконали султана Махмуд-шаха та Бендахару міста зрадити та захопити португальців.
Тим часом Секейра був настільки впевнений у доброзичливості султана, що знехтував інформацією про триваючу підготовку до нападу на його флот, яку член його флотилії Дуарте Фернандіш, новообернутий християнин, що говорив на парсі, отримав від перського корчмаря, підтверджену навіть китайськими купцями. Він грав у шахи на борту свого флагманського корабля, коли малайський флот, замаскований під купецькі кораблі, влаштував напад на португальську флотилію. Португальці відбили усі спроби абордажу, але зіткнувшись з величезною кількістю малайських кораблів і не в змозі висадити будь-які сили для порятунку португальців, які залишилися у фейторії, Секейра вирішив повернутися до Індії до початку мусонів і залишити членів екіпажів, що знаходились на берегу напризволяще. Перед відплиттям він надіслав послання султану і бендахарі у вигляді двох полонених, кожен зі стрілою в черепі, як свідчення того, що станеться з ними, якщо буде завдано будь-якої шкоди двадцятьом португальцям, які залишилися на березі.

## Підготовка до завоювання

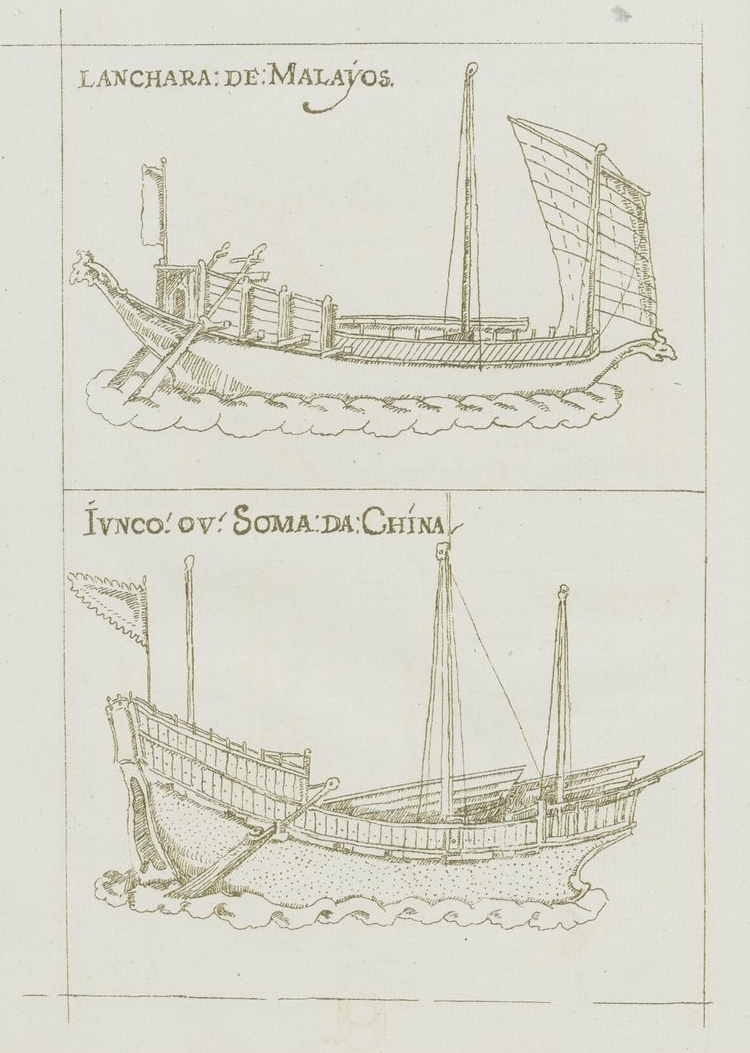
Португальське зображення малайського ланкарана та яванського джонга

Прибувши в Траванкор у квітні 1510 р., Секейра дізнався, що Афонсу де Албукеркі все ж таки заступив Франсішку де Алмейда на посаді губернатора Португальської Індії. Побоюючись репресій з боку Албукеркі за підтримку Алмейди, Секейра негайно вирушив напряму до Португалії, не заходячи до Кочіну чи Гоа.
У той же час у Лісабоні король Мануель відправив інший. менший флот під командуванням Діого де Васконселоса для торгівлі безпосередньо з Малаккою, виходячи з припущення, що де Секейра успішно налагодив комерційні зв'язки з містом. Васконселос прибув на острів Анджедіва в серпні 1510 року, де він зустрівся з губернатором Афонсу де Албукеркі, який надав тут своїм військам відпочинок після невдалої спроби захопити Гоа, і оголосив Афонсу про свої наміри негайно відплисти до Малакки. Тим часом Албукеркі отримав повідомлення від полонених у Малакці, написані фактором Руї де Араужу, та надіслані через посланців наймогутнішого купця Малакки, індуса на ім'я Ніна Чату, який був прихильним до португальців. Араужу детально описав військову силу султана, стратегічне значення Малакки, а також жахливі умови їх полону. Таким чином, Албукеркі цілком усвідомлював, що відправлення Васконселоса до Малакки з такими мізерними силами було самогубством, і зумів переконати його допомогти Афонсу в другій спробі захопити Гоа ще в цьому ж році.
Після того, як до грудня португальці впевнено оволоділи Гоа, Васконселос почав наполягати на тому, щоб йому дозволили продовжити його плавання в Малакку, на що отримав від Албукеркі відмову. Васконселос здійняв заколот і спробував відплисти всупереч наказу губернатора, за що сам він був ув'язнений, а його лоцмани повішені. Албукеркі взяв на себе безпосереднє командування експедицією і в квітні 1511 року вийшов з Кочина разом з 1000 чоловіками і 18 кораблями.

### Перетин Індійського океану
Під час плавання в Південно-Східну Азію, армада втратила галеру і стару караку. На Суматрі флот врятував дев'ять португальських полонених, яким вдалося втекти до королівства Педір. Вони повідомили Албукеркі, що місто внутрішньо розділене, і що бендахара (скарбник) Малакки нещодавно був убитий. Там вони також перехопили кілька торговельних кораблів Гуджаратського султанату, ворога португальців.
Проходячи повз Пасайський султанат, португальці натрапили на два джонга, один з індійського Короманделя, який відразу вдалось захопити, а інший з Яви, який мав водотоннажність близько 600 тонн. Це була дуже велика джонг, більший за розміром за португальський флагман, караку Флор-ду-Мар. Португальці наказали яванському джонгу зупинитися, після чого він відкрив вогонь по португальській флотилії. Португальці, які швидко відкрили вогонь у відповідь виявили, що їх обстріл був переважно неефективним, оскільки їхні гарматні ядра відбивалися від корпусу джонга. Однак після двох днів безперервного бомбардування джонга, португальцям вдалось вбити 40 з 300 членів його екіпажу, повалили щогли, спалити палубу та знищити обидва керма, що врешті змусило екіпаж джонга здатися. Опинившись на борту, португальці знайшли тут султана Пасая, якого Альбукерке сподівався використати для перемовин та обміну.

### Малаккські приготування

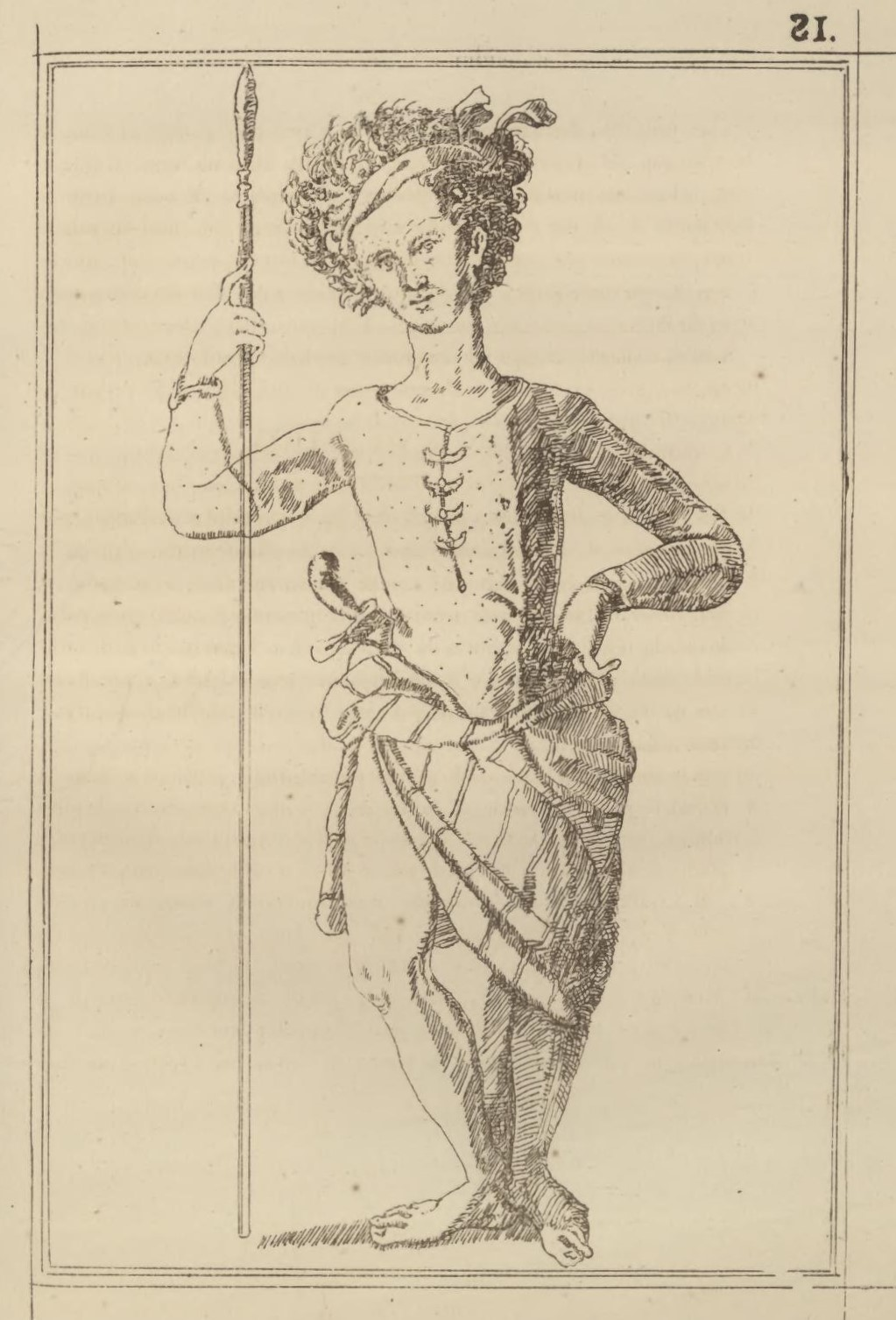
Малайський солдат, озброєний списом і крисом.

У той час Малаккський султанат охоплював весь Малайський півострів і більшу частину Північної Суматри. Усі володіння султана, здається, підкорилися, наскільки це можливо, його заклику до війни. Палембанг, Індрагірі, Мінангкабау та Паханг, як відомо, надіслали війська, і, можливо, інші території також зробили; єдиною державою-ренегатом був Кампар, який забезпечив португальцям місцеву базу. Султан також завербував тисячі найманців з Яви, яким на початку серпня виплатили зарплатню за три місяці наперед, і найняв 3000 тюркських та іранських найманців. Нарешті він зібрав арсенал з 8000 одиниць вогнепальної зброї, включаючи гармати. Більшість із них становили місцеві гармати типу лантака або кетбанг, що стріляли ядрами від 1/4 до 1/2 фунта, але також було багато важких мушкетів, імпортованих з Яви. Загалом сили султана налічували, за словами китайських купців, які передали інформацію португальцям, 20 000 бійців. Спочатку вони були зібрані для нападу на королівство Ару — головного ворога Малакки на Суматрі.
Попри наявність великої кількості артилерії та іншої вогнепальної зброї, ці види зброї переважно закуповувалась у яванцев і гуджараті, які й переважно виступали її користувачами, оскільки власних артелеристів в Малаккському султанаті не було. На початку XVI століття, до приходу португальців, малайці не мали вогнепальної зброї. Малайська хроніка Седжара Мелаю (Sejarah Melayu) описує, що ще в 1509 році малакці не розуміли, «чому вбили кулі», що вказує на те, що використання вогнепальної зброї в бою було їм невідоме.

Як записано в Sejarah Melayu :
Після того, як (португальці) прийшли до Малакки, вони обстріляли (місто) з гармати. Тож усі жителі Малакки були здивовані і шоковані, почувши звук гармати. Вони питали: «Що це за звук, як грім?». Тоді постріли з гармати налетіли на людей Малакки, дехто втратив шиї, хтось — руки, хтось — стегна. Жителі Малакки були ще більше здивовані, побачивши ефект зброї. Вони питали: «Як називається ця зброя, що кругла, але досить гостра, щоб убити?».
Розмірковуючи десятиліттями пізніше про те, як погано малайці протистояли португальцям у Малакці та інших місцях, картограф Мануел Годінью де Ередіа перерахував багато слабких місць їхніх сухопутних військ. Серед них були відсутність впорядкованої військової тактики та формувань, коротка довжина зброї, відсутність броні, опора на луки та списи, неефективні укріплення.
Оскільки мелакці почали користуватись вогнепальною зброєю лише нещодавно після 1509 року, вони не перейняли практику європейських та індійських міст укріплювати свої форти. Таким чином, в створенні такої оборони вони повністю покладалися на гуджараті, які займалися будівництвом укріплень Малаки. Гуджаратський капітан, який погодився вести війну з португальцями, надав Малакці гуджаратські кораблі і пообіцяв допомогу 600 бійців і 20 бомбард. Іншими іноземними захисниками Малакки були перси, які були важливими торговцями в Індійському океані.

## Португальське завоювання

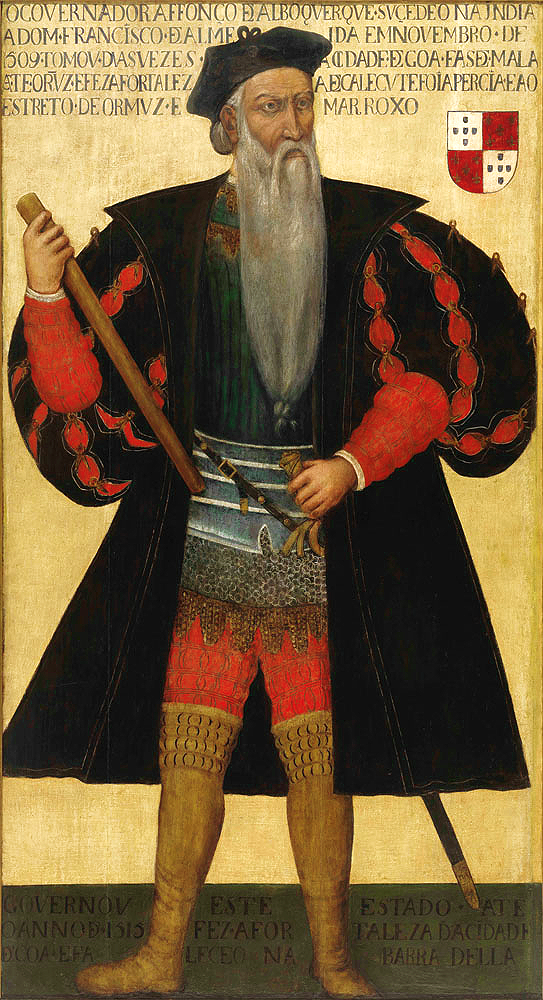
Афонсу де Албукеркі, 2-й губернатор Португальської Індії

До 1 липня армада прибула до Малакки, пострілами з гармат і демонстрацією бойових намірів викликавши великий переполох у гавані. Албукеркі заявив, що жоден корабель не повинен відплисти з гавані сіста без його дозволу і відразу ж спробував домовитися про безпечне повернення решти в'язнів, які все ще були в полоні в Малакці. Оскільки Албукеркі вважав поведінку султана зрадницькою, він зажадав від нього повернути полонених без викупу на знак доброї волі, але Махмуд-шах відповів нечіткими і ухильними відповідями і наполягав, щоб перед тим Албукеркі заздалегідь підписав з ним мирний договір. Насправді султан намагався виграти час, щоб укріпити місто і викликати флот, адмірала якого португальці ідентифікували як Лассемана (laksamana, буквально «адмірал»). 
Тим часом Албукеркі постійно отримував повідомлення від ув'язненого фактора Руї де Араужо, який через Ніну Чату повідомляв Албукеркі про військову силу султана. Султан міг зібрати 20 000 чоловік, серед яких були османські та перські лучники, тисячі зразків вогнепальної зброї і 20 бойових слонів, але він зауважив, що артилерія була не якісна й не мала достатньої кількості артилерістів. Сам Альбукерке пізніше доповів королю, що лише 4000 з них були готові до бою.
Султан зі свого боку не надто злякався невеликого португальського контингенту. Пізніше Албукеркі напише королю Мануелю, що, на його великий жах, султан якимось чином зумів правильно оцінити загальну кількість солдат на борту свого флоту з похибкою «менше трьох людей». Таким чином, султан залишився в місті, організовуючи його оборону, «не усвідомлюючи великої небезпеки, на яку піддає себе».
Після кількох тижнів безуспішних переговорів, в середині липня португальці почали артилерійський обстріл міста. Зляканий, султан негайно звільнив полонених, і Албукеркі скористався шансом, щоб вимагати ще більшу компенсацію: 300 000 крузадо і дозвіл на будівництво фортеці, де він забажає. Султан відмовився. Імовірно, на той момент Албукеркі вже передбачав відповідь султана. Губернатор зібрав своїх капітанів і повідомив, що наступного ранку, 25 липня, у День Сантьяго, відбудеться штурм.
Під час переговорів Албукеркі відвідали представники кількох торгових спільнот Малакки, наприклад індусів, які висловили свою підтримку португальцям. Китайці запропонували допомогти будь-яким способом. Албукеркі попросив не більше кількох барж, щоб допомогти висадити війська, заявивши, що він не бажає, щоб китайці зазнали репресій у разі невдачі атаки. Він також запросив їх на галеру, щоб безпечно спостерігати за боями здалеку, і дозволив кожному, хто бажає виїхати, відплисти з Малакки, що залишило у китайців дуже хороше враження про португальців.

### Перший штурм

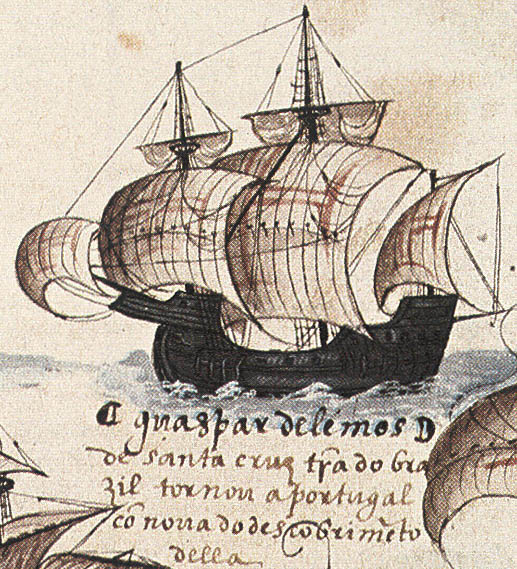
Португальська карака. Португальський флот своєю потужною артилерією надавав вогневу підтримку десантним військам

Албукеркі розділив свої сили на дві групи, меншу під командуванням Жуана де Ліми та більшу, якою він командував особисто. Висадка на берег розпочалася о 2 годині ночі. У той час як португальський флот обстрілював позиції противника на березі, піхота на гребних човнах дісталась на берег по обидва боки міського мосту. Вони негайно потрапили під артилерійський вогонь з малайських частоколів, хоча це було значною мірою неефективно.
Албукеркі висадив свої війська на захід від мосту, відомого як «Упе», тоді як Жуан де Ліма висадився на східній стороні «Ільер» де були розташовані султанський палац і мечеть. Вийшовши на берег, португальці кинули на пісок захисні павези з барж, щоб пройти через розкидані довкола шипи та порохові міни. 
Захищені сталевими шоломами і нагрудниками, на чолі з фідальго, одягнені в повну броню, португальці атакували малайські оборонні позиції, майже відразу ж зламавши будь-який опір. Після подолання частоколів загон Албукеркі відкинув захисників на головну вулицю і рушив до мосту, де вони зіткнулися з жорстким опором і атакою з тилу.
На східній стороні загін Жуана да Ліми зазнав контратаки королівського корпусу бойових слонів, яким командували сам султан, його син Алауддін та його зять, султан Паханга. Ненадовго похитнувшись, португальські фідальго підійняли свої піки і напали на королівського слона, змусивши його відвернутися в паніці, розсіявши інших слонів і кинувши війська, які йшли за ними, у безлад. Султан впав зі свого слона і був поранений, але зумів втекти серед сум'яття. До середини дня дві португальські групи зустрілися біля мосту, оточивши останніх захисників, які стрибали у річку, де їх перехоплювали екіпажі португальських десантних барж. Закріпившись на мосту, португальці підійняли полотно, щоб захистити виснажену піхоту від сильного сонця. Проте штурм було відмінено, коли Албукеркі зрозумів, наскільки їм бракує провіанту, і наказав військам знову вирушити на кораблі, підпаливши по дорозі королівський палац і мечеть.
Щоб не дати малайцям можливості повернути позиції на мосту, наступного дня португальці захопили місцевий джонг, озброїли його артилерією, яка включала швидкі стріляючі казнозарядні гармати та дуже довгі піки, щоб запобігти його тарану запальними плотами, і відбуксирували його. в бік мосту. Біля гирла річки джонг сів на мілину і відразу потрапив під сильний вогонь. Її капітан Антоніу де Абреу був поранений в обличчя, але він відмовився передати свою посаду, заявивши, що в разі потреби буде керувати кораблем зі свого ліжка.

### Другий штурм

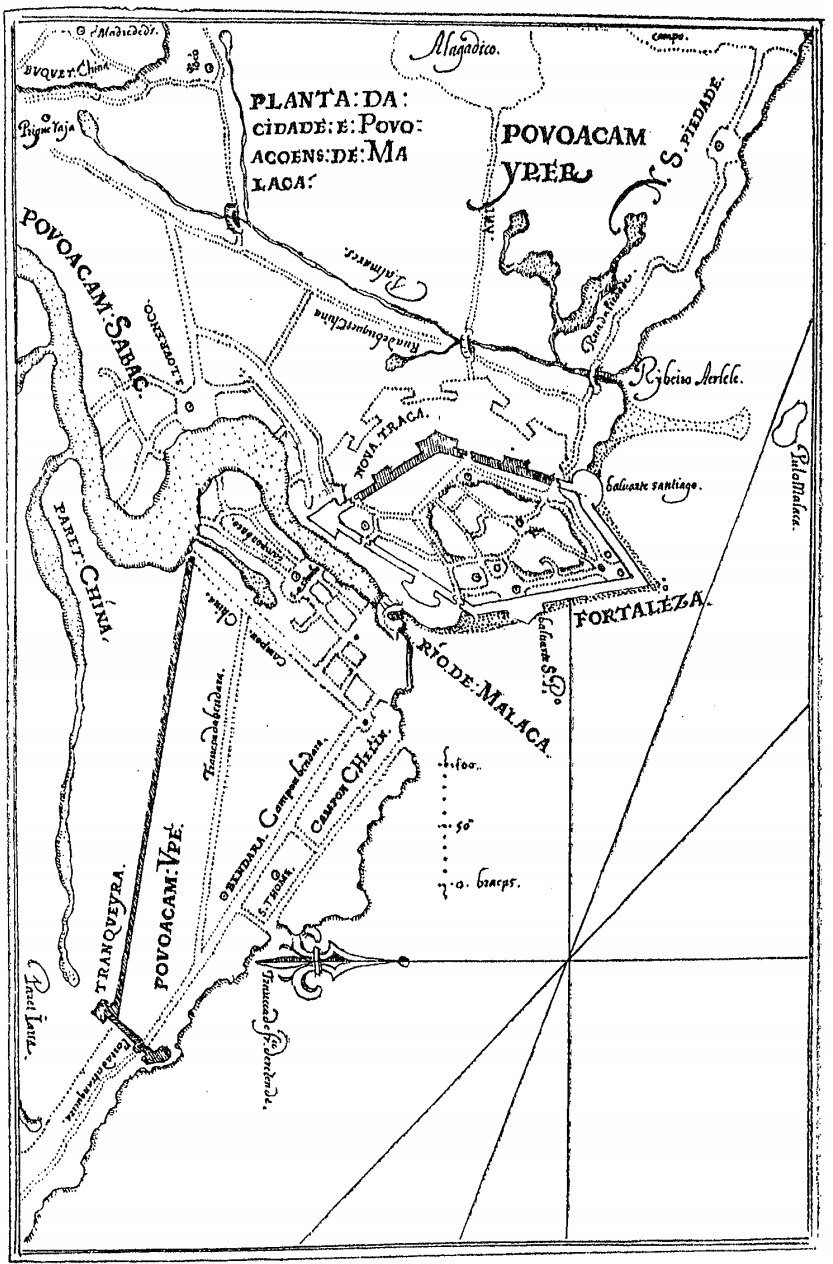
Португальська карта міста Малакка (з новими стінами, побудованими в 1564 році)

8 серпня губернатор провів нараду зі своїми капітанами, на якій він посилався на необхідність захопити місто, щоб перервати потік прянощів у Каїр і Мекку через Калікут і запобігти поширенню ісламу. Для цього штурму Албукеркі висадив усі свої сили, розділені на три групи, на західній стороні Малакки (Упех) за підтримки невеликої каравели, галери та десантних барж, озброєних як канонерські човни. Коли з ранковим припливом джонг Абреу знявся з мілини і попрямував до мосту, зосередивши на собі вогонь захисників міста, почалась висадка десанту, підтримана щільним вогнем корабельної артилерії. Висадившись на берег, португальці знову швидко подолали малайську оборону і відбили міст, на той час позбавлений захисників. По обидва боки португальці встановили барикади з бочками, наповненими землею, де розмістили артилерію. Зі східного боку загони продовжили штурм мечеті, де знову розбила захисників після затяжної боротьби.
Коли міст був укріплений і забезпечений достатньою кількістю провізії, Албукеркі наказав кільком загонам на чолі з важкоозброєними фідальго пробігти вулицями і нейтралізувати малайські вогнепальні точки на дахах, знищуючи всіх, хто чинив їм опір, що призвело дозначних втрат серед цивільних.
24 серпня, коли опір султана почав спадати, Албукеркі вирішив повністю взяти місто під контроль, доручивши загону з 400 чоловіків, вишикованому в рядах по 6 чоловік під звуки барабанів і труб проийтись вулицями, усуваючи всі осередки опору, що залишилися. За словами Коррейя, малайців сильно налякали португальські важкі пики, «які вони ніколи раніше не бачили».
Операція з очищення тривала 8 днів. Не маючи можливості протистояти португальцям далі, султан зібрав свій королівський скарб і те, що залишилося від його військ, і нарешті відступив у джунглі.

### Пограбування

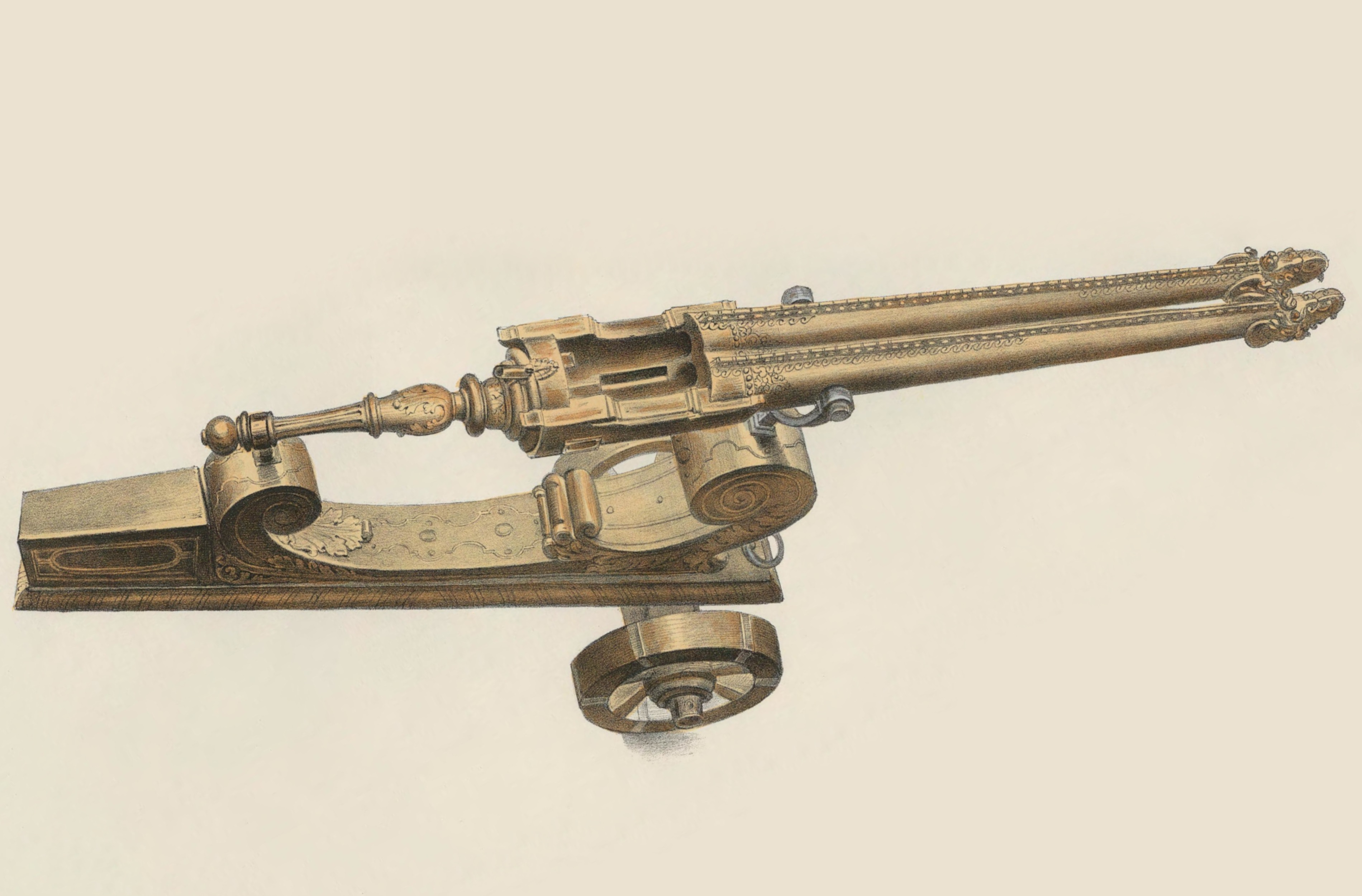
Гармата з Ост-Індії (а саме з Яви), бл. 1522 року.

Захопивши місто, Албукеркі наказав розграбувати Малакку якомога більш впорядковано. Протягом трьох днів, з ранку до вечора, групи мали обмежений час, щоб по черзі бігти до міста і повертатися на берег із тим, що вони могли взяти з собою. Їм було суворо заборонено грабувати майно китайців, індусів і пегуанців, які підтримували португальців і отримали прапори, щоб позначити свої домівки. Населення Малакки залишилося неушкодженим.
Розміри награбованого було величезними: понад 200 000 крузадо повернулися до Корони разом із 3 000 примірниками бронзової та залізної вогнепальної зброї та кількома рабами. Знайдені гармати були різних типів: есмеріл (вертлюжна гармата від 1/4 до 1/2 фунта, ймовірно, належить до типу кетбанг або лантака), фальконет (лита бронзова вертлюжна гармата більша за есмеріл ймовірно, належить до лела), балобана (довга гармата або кулеврина від шести до десяти фунтів, ймовірно належить до мериам), і бомбарда (коротка, товста і важка гармата):46. У малайців також захопили одну красиву велику гармату, надіслану королем Калікуту:47:22. Малакканських зброярів вигідно порівнювали з німецькими, які тоді були визнаними лідерами у виробництві вогнепальної зброї, а малакканські лафети були описані як неперевершені в жодній іншій країні, включно з Португалією. Португальці також захопили 3000 з 5000 мушкетів, які були доставлені з Яви:96.
За словами Коррейя, рядові солдати отримали понад 4000 крузадо, тоді як капітани отримали до 30000. У той час 1000 крузадо було приблизно еквівалентом річного доходу графа в Португалії. Албукеркі знайшов під час експедиції табурет, інкрустований коштовностями, чотирьох золотих левів і навіть золотий браслет, який, як кажуть, мав магічну властивість запобігати кровотечі.  За його підрахунками, після грабунку дві третини багатства усе ще залишались у місті.

## Наслідки
Операція коштувала португальцям 28 загиблих і багато поранених. Попри вражаючу кількість артилерійських гармат і вогнепальної зброї, знайденої у Махмуд-шаха, в бою вони були переважно не ефективними. Більшість втрат португальців були спричинені отруєними стрілами.
Султан втік з міста, але не облишив боротьби. Він відступив за кілька кілометрів на південь від Малакки, до гирла річки Муар, де зустрівся з флотом і розбив табір, чекаючи, поки португальці покинуть місто після того, як вони закінчать його розграбування.

### Фортеця

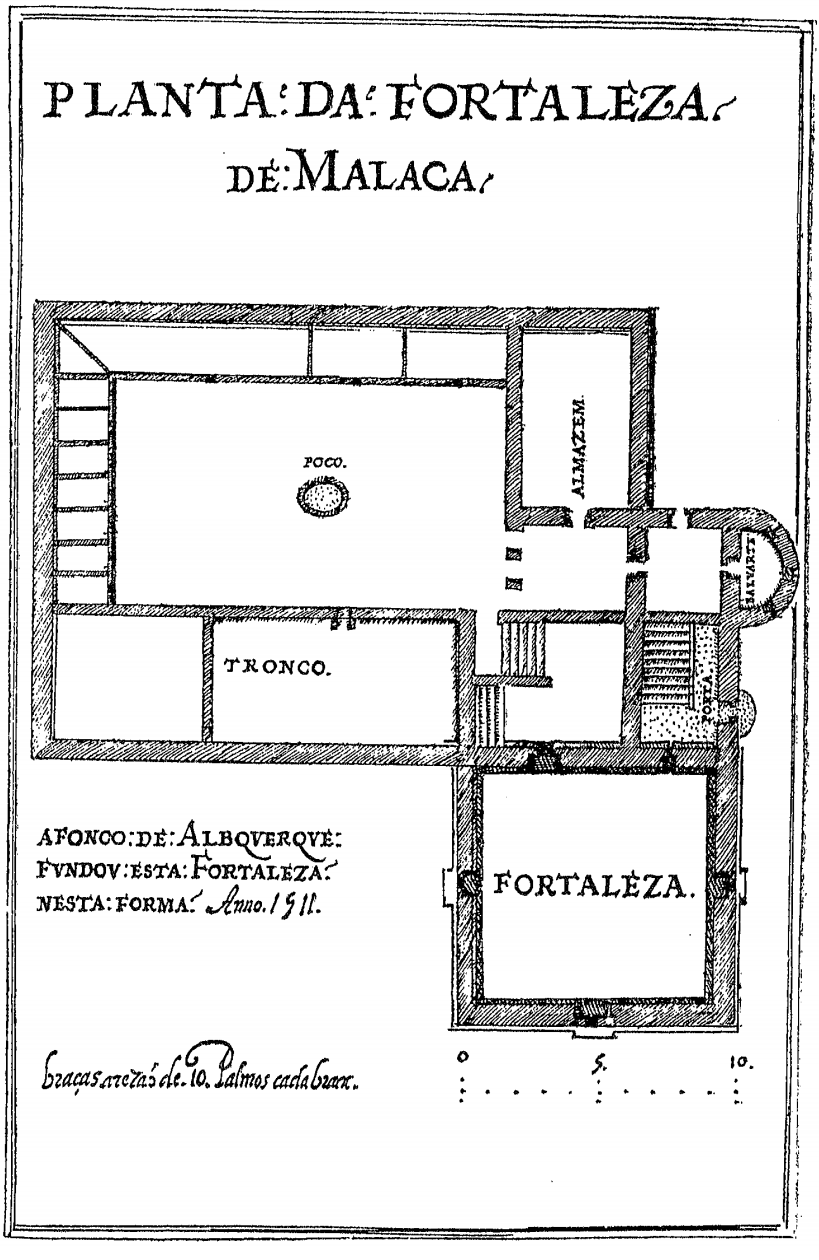
План первісної фортеці 1511 року

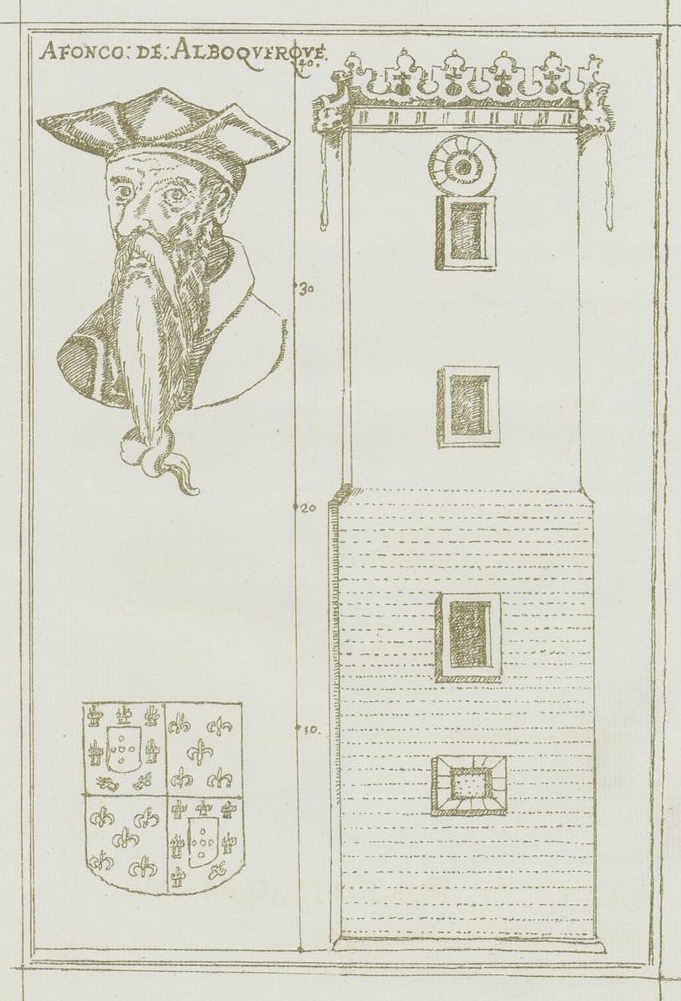
«А Famosa», назва, яку отримала фортеця завдяки незвично високому донжону

Всупереч сподіванням Махмуд-шаха, Албукеркі прагнув не просто розграбувати місто, а утримати його за Португалією назавжди. Для цього він наказав побудувати поблизу берегової лінії фортецю, яка стала знана як Фамоза через її незвичайно високий оборонний донжон, висотою понад вісімнадцять метрів. Камінь привозили на кораблях, оскільки в місті бракувало його для будівництва укріплень. У форті було залишено гарнізон з 500 чоловік, 200 з яких обслуговували 10 кораблів, які залишилися в якості військового флоту фортеці.

### Адміністрація та дипломатія
Коли військові дії припинилися, Албукеркі відразу зрозумів, що утримання такого далекого міста значною мірою залежатиме від підтримки, яку португальці зможуть отримати від місцевого населення та сусідніх держав. Він запевнив мешканців, що вони зможуть продовжувати свої справи у звичайному режимі. Ніна Чату було призначено новим Бендахарою Малакки та представником індуїстської громади. Яванські, лусонські та малайські громади також отримали власних суддів (хоча представник яванців, Утімута-раджа незабаром був страчений і замінений за змову з вигнаним султаном). Суд над Утімута-раджею був першим актом правосуддя, який португальці здійснили в Малакці відповідно до римського права, завдяки якому «народ Малакки був значно звільнений від цього тирана і вважав нас людьми великої справедливості».
За підтримки Ніни Чату була викарбувана нова валюта, а вулицями міста організовано парад, під час якого нові монети кидали людям із срібних чаш з одинадцяти слонів. Два глашатая проголосили нові закони, один португальською, інший малайською мовою, за якими йшли португальські війська, граючи на трубах і барабанах, за словами Коррейя — «на велике здивування місцевих жителів».
Щоб отримати нових союзників, а також нових постачальників життєво важливих харчових продуктів, таких як рис, на заміну яванцям, які вороже ставилися до португальців, дипломатичні місії були направлені в Пегу і Сіам. Албукеркі вже відправив посланця Дуарте Фернандіша до королівства Аюттая (Сіаму) в липні, поки штурм міста ще тривав, і обмін дипломатами забезпечив тверду підтримку короля Сіаму, який зневажав Махмуд-шаха. Королівство Пегу також підтвердило свою підтримку португальців, і в 1513 році з Пегу в Малакку прибули джонги для проведення торгівлі.
Залишаючись у місті, Албукеркі приймав послів і посланників багатьох малайських та індонезійських королівств (зокрема, навіть зятя Махмуд-шаха, султана Паханга), з подарунками, присвяченими королю Португалії.

Португальці захопили у яванського лоцмана велику морську карту, на якій, згідно доповіді Албукеркі було зображено: 
"...Мис Доброї Надії, Португалію і землі Бразилії, Червоне море і Перську затоку, Острови Гвоздики, навігацію китайців з їх румбами і маршрутами, якими слідували їх судна, а також внутрішні землі і кордони королівств одне з іншим.
Мені здається, Сір, що це найкращі річ, яку я будь-коли бачив, і ваша Високість буде задоволена побачити її. Назви на ній нанесені яванською мовою, але зі мною є яванець, який вміє читати і писати. Я надсилаю цю річ Вашій Високості, яку знайшов Франсішко Родрігес, на якій Ваша Високість зможе побачити насправді, де знаходиться Китай і який курс мають тримати Ваші кораблі. щоб потрапити на Острова Гвоздики, де знаходяться копальні золота і острови Ява і Банда."— Лист Албукеркі до короля Португалії Мануела І, квітень 1512.
Деякі дані з цієї карти свідчать про те, що її адаптація вже була зроблена на основі португальських карт, пограбованих з феіторії в 1509 році. Маючи такі знання, португальці дізналися шлях до легендарних «Островів прянощів» і в листопаді Албукеркі організував експедицію з трьох нау і 120 чоловік, щоб досягти їх під командуванням Антоніу де Абреу, який під час штурму Малакки командував захопленим джонгом. Абреу став першим європейцем, який заплив у Тихий океан.
Коли Албукеркі залишив Малакку в січні 1512 року, мешканці оплакували його від'їзд. Біля північно-західної частини Суматри флот потрапив у шторм, під час якого затонув флагман Албукеркі — карака «Флор-ду-Мар». Внаслідок цього були втрачені документи, офіційний лист від короля Сіаму а також трофеї та подарунки, призначені для короля Мануеля, за винятком великого рубіну, прикрашеного меча і золотого келиха, надісланих королем Сіаму, які команді вдалося врятувати.
У 1513 році Жоржі Алваріш відплив з Малакки і прибув в Кантон (Гуанчжоу), нарешті встановивши контакт з Китаєм.

### Оборона Малакки і доля Махмуд-шаха

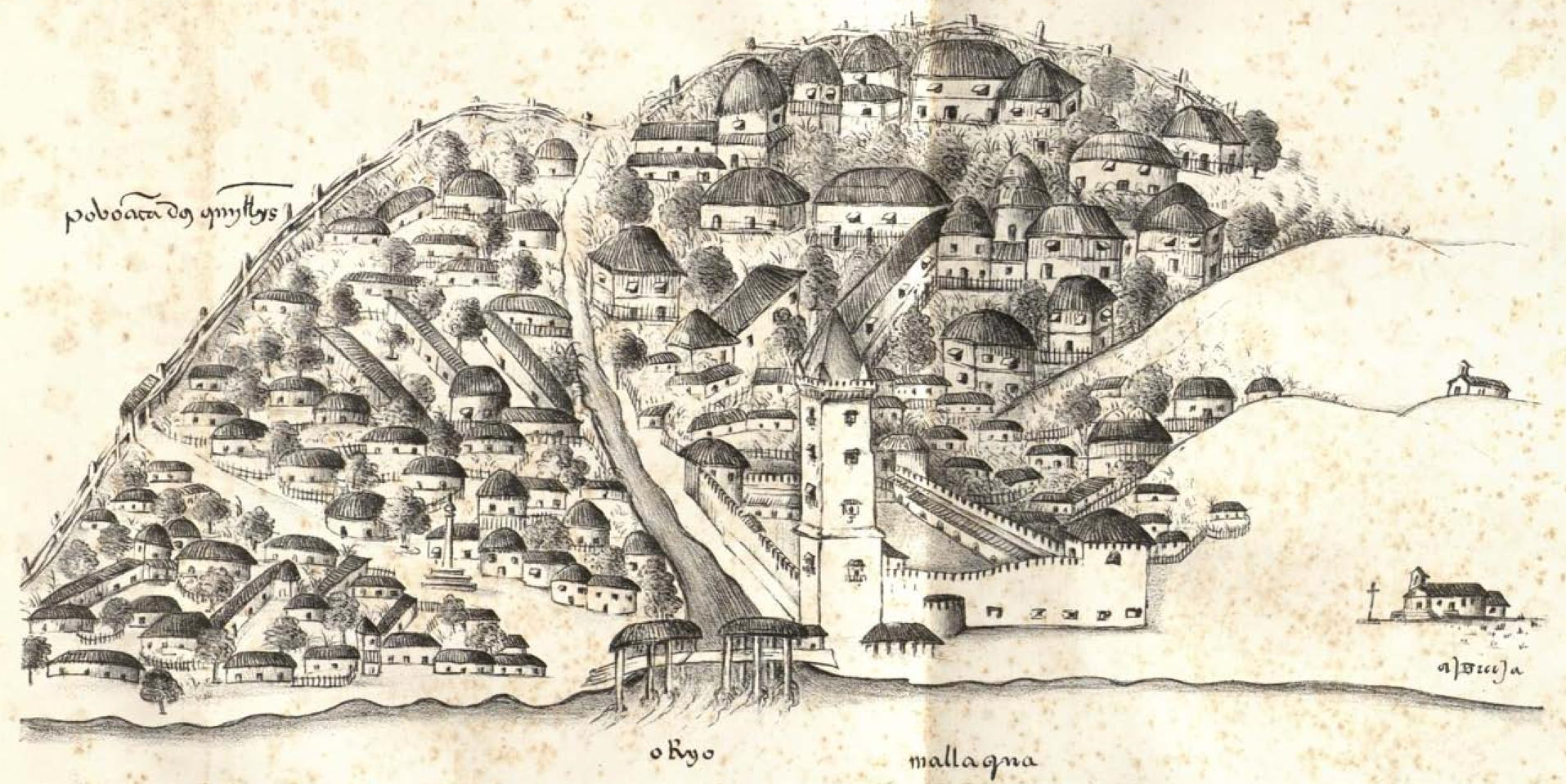
Португальський малюнок Малакки з фортецею «A Formosa» близько 1550—1563 років.

Незабаром після відплиття Албукеркі, місто зазнало атак з боку сил Махмуд-шаха, але до того часу португальці могли розраховувати на понад 500 чоловік, наданих жителями міста, щоб допомогти їм відбити напад. У травні португальці разом із понад 2000 місцевими союзниками під командуванням Гаспара де Пайви витіснили султана з його табору біля річки Муар. Відтак Махмуд-шах відступив до султанату Паханг, де ледве уникнув спроби вбивства. Після цього він перебрався в Бінтан, острів-королівство на південний схід Сінгапуру, де він узурпував владу та продовжував нападати на португальців в Малакці, атакував місто, його торгівлю і саботував його дипломатичні відносини з Китаєм, поки португальці врешті-решт не спустошили Бінтан у 1526 році, повернувши його законному правителю та навернувши його у васальне королівство. Махмуд-шах відтак відступив у Кампар на Суматрі і пробув там у вигнанні до своєї смерті в 1527 році. Його син Алауддін заснував султанат Джохор і підтримував більш-менш прагматичні відносини з португальцями.